# Saleh Ali al-Sammad
Saleh Ali al-Sammad (em árabe: صالح علي الصماد) (Bani Ma'az, 1 de janeiro de 1979 - 19 de abril de 2018) foi um político do movimento iemenita Houthi.
Desde fevereiro de 2015, após a tomada de poder pelos houthis, foi descrito como "o alto líder dos houthis em Saná". Anteriormente atuou como um conselheiro político do presidente Abd Rabbuh Mansur Hadi, nomeado em setembro de 2014. 
Em 6 de agosto de 2016, se tornou chefe do Conselho Político Supremo  e foi empossado em 14 de agosto.
Foi morto durante um ataque, em 19 de abril de 2018, por um veículo aéreo não tripulado.